# Frans Banninck Cocqpenning
De Frans Banninck Cocqpenning is een onderscheiding van de stad Amsterdam die vernoemd is naar Frans Banninck Cocq, oud-burgemeester van de stad en kapitein op het schuttersstuk De Nachtwacht van Rembrandt van Rijn.
De prijs is ingesteld in 1996 en wordt verleend aan Amsterdammers die zich ten minste tien jaar bijzonder verdienstelijk hebben gemaakt op cultureel, maatschappelijk of economisch gebied met minstens landelijke uitstraling.
De penning is een stalen penning van zes centimeter doorsnede in een zwart doosje, met bijbehorende zilveren insigne in 1997 ontworpen door Mirjam Mieras.

## Gedecoreerden
| Datum             | Decorandus                      | Bijzonderheden |
| ----------------- | ------------------------------- | --- |
| 19 oktober 2000   | Mr H.I.Möller                   | Toenmalig eigenaar van het Verenigd Cargadoorskantoor (VCK) |
| 3 juni 2002       | Jos Brink                       | [ 4 ] |
| 2002              | Cor Jaring                      | fotograaf |
| 2002              | Kors van Bennekom               | bij zijn 50-jarig jubileum als fotograaf in Amsterdam |
| 20 juni 2005      | Lieuwe Visser                   | scheidend voorzitter van het Amsterdams Fonds voor de Kunst |
| 20 december 2008  | Krisztina de Châtel             | voor haar belangrijke bijdrage aan de moderne danskunst in Amsterdam |
| 22 november 2008  | Dries Zee                       | voor activiteiten van Stichting Sail Amsterdam |
| 19 september 2009 | Gijs van Tuyl                   | scheidend directeur Stedelijk Museum voor zijn grote bijdrage aan het behoud van openbaar cultureel erfgoed in de stad |
| 11 december 2009  | Roberto Payer                   | voor zijn verdiensten voor de stad Amsterdam |
| 2 februari 2010   | Jaap Waterreus                  | scheidend voorzitter van de Stichting Amsterdam Marathon |
| 21 april 2010     | Piet Dek                        | Bij zijn vertrek als algemeen directeur van Pantar Amsterdam. |
| 23 april 2010     | Thijs van den Berg              | Voor zijn jarenlange inzet en betrokkenheid om kwetsbare Amsterdammers bij de stad te houden. |
| 28 mei 2010       | Herbert van Hasselt             | Voor zijn jarenlange bijdragen aan de Oude Kerk: de restauratie, de exploitatie en de 'historische ontsluiting' tussen 1995-2010 |
| 29 oktober 2010   | Anthon Beeke                    | grafisch ontwerper |
| 15 februari 2011  | Uri Coronel                     | [ 14 ] |
| 21 september 2011 | Willem Bijleveld                | directeur van het Scheepvaartmuseum |
| 26 september 2011 | Marcel van Aelst                | directeur van het 40-jarige hotel Okura |
| 25 november 2011  | Cyrille Fijnaut                 | voor het jarenlange onderzoek en de aanpak van de georganiseerde misdaad in de hoofdstad |
| 7 maart 2012      | Abdou Menebhi                   | mede-oprichter van het Komitee Marokkaanse Arbeiders in Nederland en Nederland Bekent Kleur, spil in de strijd tegen discriminatie, xenofobie, armoede en onrecht, en voor bewustwording en emancipatie.                                                        |
| 7 maart 2012      | Mustafa Ayranci                 | [ 19 ] |
| 30 maart 2012     | Frank Sanders                   | [ 20 ] |
| 23 april 2012     | Drs. P                          | - |
| 5 september 2012  | Jaap Fransman                   | scheidend voorzitter raad van bestuur HVO-Querido |
| 17 september 2012 | Truze Lodder                    | wegens 25 jaar verdiensten voor De Nationale Opera en het Muziektheater |
| 15 november 2012  | Ally Derks                      | directeur bij 25-jarig jubileum IDFA |
| 20 januari 2013   | Pia van den Berg                | scheidend directeur bij sluiting Theater De Engelenbak |
| 17 augustus 2013  | Joan Ferrier                    | voor haar grote verdienste als voorzitter van de Stichting Herdenking Slavernijverleden |
| 16 oktober 2013   | Russel Shorto                   | scheidend directeur van het John Adams Institute |
| 16 oktober 2013   | Richard Zijlma                  | directeur Amsterdam Dance Event |
| 25 november 2013  | Michiel Wijsmuller              | voor zijn inzet voor de Amsterdamse havenregio |
| 16 december 2013  | Richard Schuil                  | [ bron? ] |
| 6 maart 2014      | Jaap Draaisma                   | directeur Urban Resorts |
| 27 april 2014     | Frank de Boer                   | voorafgaand aan het landskampioenschap AFC Ajax |
| 18 november 2014  | André van Duin                  | bij zijn 50-jarig jubileum |
| 29 november 2014  | Herman van Veen                 | voor zijn promotie van Amsterdam door zijn voorstellingen |
| 7 december 2014   | Jeroen Krabbé                   | acteur |
| juli 2014         | Miente Stheemann                | hofdame Beatrix voor haar bijgedrage aan het verbeteren van de verstandhouding tussen het Koninklijk Huis en Amsterdam |
| 8 juli 2014       | Hans van Velzen                 | scheidend directeur Openbare Bibliotheek Amsterdam |
| 9 december 2014   | René R.F. Wildeman              | scheidend directeur hotel De Roode Leeuw en voorzitter ondernemersvereniging Damrak |
| 2 februari 2015   | Willeke Alberti                 | ter gelegenheid van haar 70e verjaardag en haar goede doelen |
| 15 april 2015     | Erik Jurgens                    | voor zijn (plaatsvervangend) voorzitterschap van het hoofdstembureau kieskring Amsterdam en van de Initiatief- en referendumcommissie |
| 3 juli 2015       | Duncan Stutterheim              | [ 40 ] |
| 21 mei 2015       | Ton Boot                        | [ 41 ] |
| maart 2015        | Vikas Chaturvedi                | voor de promotie van Amsterdam in India |
| 14 januari 2016   | Joël Cahen                      | scheidend directeur Joods Historisch Museum |
| 28 januari 2016   | Paul Spies                      | directeur Amsterdam Museum |
| 23 maart 2016     | Coos Huijsen                    | voorvechter van LHBTI-rechten en algemene gelijke behandeling |
| 25 mei 2016       | Ger Koopman                     | directeur van het Frans Otten Stadion |
| 11 juni 2016      | Eugene Sandel                   | voor zijn inzet voor veteranen met geestelijke en lichamelijke beschadigingen en hun thuisfront in Amsterdam |
| 19 juli 2016      | Héctor Shalom                   | oprichter en directeur Centro Ana Frank in Buenos Aires |
| 4 oktober 2016    | Joëlke Offringa                 | voor het verspreiden van het gedachtegoed van Anne Frank en Johan Cruyff in het Braziliaanse São Paulo |
| 5 oktober 2016    | Gerard Anderiesen               | [ 50 ] |
| 4 november 2016   | Wouter Hazelhoff Roelfzema      | voor zijn jarenlange toewijding aan de samenwerking tussen Amsterdam en Casablanca als Honorair Consul Generaal |
| 18 november 2016  | Irene Hemelaar                  | scheidend directeur van Amsterdam Gay Pride |
| 23 november 2016  | Victor Halberstadt              | scheidend lid Raad van Toezicht Nationale Opera en Ballet |
| 11 december 2016  | Josy Verdonkschot               | vanwege zijn loopbaan als succesvolle roeicoach |
| 7 januari 2017    | Bas Lubberhuizen                | voor zijn grote bijdrage aan cultureel Amsterdam |
| 14 januari 2017   | Liesbeth List                   | [ 56 ] |
| 3 april 2017      | Luud Schimmelpennink            | voor zijn inzet en disruptieve ideeën als grondlegger van de sharing mobility |
| 6 juni 2017       | Eymert van Manen                | voor de oprichting van het Drum Rhythm Festival tot Theater Na De Dam jaarlijks op 4 mei |
| 6 september 2017  | Denis Brouwer                   | scheidend voorzitter van het Friendship Sports Centre dat volledig is gericht op kinderen en jongeren met een beperking. |
| 8 september 2017  | Alice Roegholt                  | oprichter en directeur van Amsterdamse School Museum Het Schip |
| 21 oktober 2017   | Joost Ritman                    | [ 61 ] |
| 9 november 2017   | Haig Balian                     | scheidend directeur Artis |
| 25 november 2017  | Huub van Riel                   | artistiek leider Bimhuis |
| 27 november 2017  | Jetty Mathurin                  | engagement en culturele waarde |
| 8 december 2017   | August de Loor                  | voor het opzetten van laagdrempelige hulpverlening voor harddrugsverslaafden met het testen van drugs |
| 18 januari 2018   | Peter-Paul de Baar              | scheidend hoofdredacteur van Ons Amsterdam |
| 29 juni 2018      | Siebe Hentzepeter               | directeur basisschool De Witte Olifant |
| 28 juli 2018      | Jip van Leeuwen                 | voor zijn bijdrage aan de emancipatie van de LHBTIQ+ gemeenschap in de sport |
| 21 september 2018 | Marno Wolters                   | dierenarts Artis |
| 21 september 2018 | Aleid van den Brink             | voor de jarenlange hulp bij de crisisopvang bij huiselijk geweld |
| 17 oktober 2018   | Eef Meijerman                   | scheidend bestuurder !WOON |
| 12 november 2018  | René Kouwenberg                 | directeur Passenger Terminal Amsterdam |
| 3 december 2018   | Felix Guttmann                  | initiatiefnemer en voorzitter van het Amsterdam Light Festival |
| 6 december 2018   | Menno ten Brink                 | rabbijn van de Liberaal Joodse Gemeente |
| 26 maart 2019     | Max van Weezel                  | journalist |
| 7 april 2019      | Simone Tielrooij                | vanwege haar inzet voor de ontwikkeling van sport en voor toegankelijkheid voor gehandicapten in Amsterdam |
| 22 juni 2019      | Piet de Groot                   | zijn bijdrage aan de zorg en veiligheid in Amsterdam vanuit de Stichting Streetcornerwork |
| 9 juli 2019       | Marloes Krijnen                 | directeur van FOAM |
| 15 juli 2019      | Jaap Wertheim                   | scheidend lid van de raad van toezicht van de Hollandsche Schouwburg |
| 27 juli 2019      | Hans Verhoeven                  | lhbti-activist |
| 31 oktober 2019   | Igone de Jongh                  | scheidend eerste soliste bij Het Nationale Ballet. |
| 19 november 2019  | Hans Zwarts                     | voorzitter van Johan Cruijff Arena en zijn inzet voor het Koninklijk Concertgebouworkest |
| 17 januari 2020   | Jan Raes                        | directeur Koninklijk Concertgebouworkest |
| 7 februari 2020   | Hennie Henrichs                 | scheidend voorzitter bestuursraad AFC Ajax |
| 27 mei 2020       | Clemens Blaas                   | voor zijn betrokkenheid bij kwetsbare Amsterdammers |
| 30 juni 2020      | Jan Cremer                      | voor zijn bijdrage aan het culturele leven in Amsterdam |
| 5 september 2020  | John Engels                     | als internationaal jazzdrummer en inzet voor jong en oud in de Watergraafsmeer |
| 1 oktober 2020    | Jacques Allegro                 | voor zijn bijdrage aan het versterken van de zelfredzaamheid en de participatie van ouderen in Amsterdam. |
| 10 december 2020  | Cees Pronk                      | scheidend directeur van de Marathon van Amsterdam |
| 18 mei 2021       | Hans Bakker                     | vanwege zijn bijdrage aan het economische en maatschappelijke leven in de regio Amsterdam |
| 30 juni 2021      | Henk Markerink                  | scheidend directeur van de Johan Cruijff ArenA |
| 4 september 2021  | Marc van Warmerdam              | bij zijn afscheid als directeur van Orkater |
| 17 september 2021 | Carlo Huijts                    | oud-voorzitter van de Vereniging Hendrick de Keyser |
| 4 oktober 2021    | Erica van Eeghen                | scheidend mede-oprichter en directeur van De Toneelmakerij, voorheen Huis aan de Amstel |
| 31 oktober 2021   | Jan Wijn                        | voor zijn grote artistieke en pedagogische verdienste als pianist en hoofdvakdocent aan het conservatorium van Amsterdam |
| 8 november 2021   | Jan Pronker                     | vanwege zijn inzet bij de politie om Amsterdam veiliger te maken. |
| 10 maart 2022     | Leo Balai                       | vanwege zijn jarenlange inzet voor een inclusievere multiculturele samenleving in Amsterdam. |
| 7 mei 2022        | Matteo Imbruno                  | vanwege zijn jarenlange inzet als trouwe ambassadeur van de stad Amsterdam, de Oude Kerk en haar orgel. |
| 9 mei 2022        | Jeannette Smit                  | vanwege haar jarenlange inzet binnen de kunstensector in leidinggevende functies. |
| 2 juni 2022       | Machtelt van Thiel              | vanwege haar jarenlange inzet om kinderen in Amsterdam Oost kennis te laten maken met kunstenaars en kunstinstellingen. |
| 24 juni 2022      | Charles Urbanus jr.             | voor zijn jarenlange inzet voor het topsportbeleid van Amsterdam. |
| 29 juni 2022      | Angela Linssen                  | voor haar jarenlange inzet als artistiek leider van de opleiding Moderne Theater Dans (MTD) bij de Academie voor Theater en Dans in Amsterdam. |
| 5 augustus 2022   | Diva Mayday                     | voor haar inzet voor de emancipatie en acceptatie van lhbt'ers |
| 28 augustus 2022  | Lia Gorter                      | van de Stichting Cultuur Inventarisatie, vanwege haar jarenlange onderzoek naar en de promotie van Hollandse en Vlaamse kunst. |
| 1 september 2022  | Jan Joris Lamers                | voor zijn ruim vijftigjarige inzet voor het Nederlands theater |
| 11 oktober 2022   | Rose-Marie Dröes                | voor 40 jaar inzet als onderzoeker voor verbetering van de kwaliteit van leven van mensen met dementie, met name verspreiding van het Amsterdamse model van Ontmoetingscentra voor mensen met dementie en hun mantelzorgers, in Nederland, Europa en daarbuiten |
| 12 januari 2023   | Piet Boogert                    | voor zijn lange staat van dienst als directeur van het Lloyd Hotel |
| 4 september 2023  | Mirjam van Praag                | Vanwege haar inzet voor de Vrije Universiteit Amsterdam en het ondernemerschap in de stad. |
| 15 december 2023  | Bart Meijman                    | voor zijn jarenlange inzet als maatschappelijk bewogen en betrokken huisarts voor de Amsterdamse gezondheidszorg. |
| 9 januari 2024    | Henk Schiffmacher               | voor zijn werk als tatoeëerder, fotograaf, kunstenaar en verzamelaar |
| 11 april 2024     | Geerte Udo                      | bij haar afscheid als directeur van amsterdam&partners voor haar rol in de marketing van de stad |
| 12 juli 2024      | Gary Feingold en Ineke Drabbe   | voor hun bijna dertigjarige toewijding aan de Amsterdamse dansgemeenschap. |
| 14 juli 2024      | Paul Haenen en Dammie van Geest | bij het overdragen van hun Betty Asfalt Complex aan de Theatergroep, dat ze sinds 1989 beheerden en waar plaats was voor vernieuwend theater, jong talent en hun eigen voorstellingen.                                                                          |
| 17 september 2024 | Felix Rottenberg                | voor zijn ‘onvermoeibare inzet’ voor de Amsterdamse kunst en cultuur de afgelopen veertig jaar. |
| 21 februari 2025  | Linda Nooitmeer                 | voor haar grote inzet in het vergroten van het nationale bewustzijn over en de erkenning van het slavernijverleden in Nederland. |
| 29 juni 2025      | Eelco Meenhorst                 | voor ‘de sleutelrol die hij speelde in de grote successen van het Amsterdamse roeiprogramma van TeamNL’. |